# Phratora kenaiensis
Phratora kenaiensis är en skalbaggsart som beskrevs av Brown 1952. Phratora kenaiensis ingår i släktet Phratora och familjen bladbaggar. Inga underarter finns listade i Catalogue of Life.